# Đông Hoa Lư
Đông Hoa Lư là một phường thuộc tỉnh Ninh Bình, Việt Nam.

## Địa lý
Phường Đông Hoa Lư nằm cách phường Hoa Lư 5 km về Đông Nam, dọc theo quốc lộ 10, có vị trí địa lý:
- Phía đông giáp xã Yên Đồng và xã Yên Khánh
- Phía tây giáp phường Hoa Lư và phường Nam Hoa Lư
- Phía nam giáp phường Yên Thắng và xã Yên Mô
- Phía bắc giáp xã Yên Đồng và xã Ý Yên.

Phường Đông Hoa Lư có diện tích 25,62 km², dân số năm 2024 là 34.414 người, mật độ dân số đạt 1.343 người/km².

## Lịch sử
Ngày 12 tháng 6 năm 2025, Quốc hội ban hành Nghị quyết số 202/2025/QH15 về việc sắp xếp đơn vị hành chính cấp tỉnh (nghị quyết có hiệu lực từ ngày 12 tháng 6 năm 2025). Theo đó, sáp nhập tỉnh Hà Nam và tỉnh Nam Định vào tỉnh Ninh Bình.
Ngày 16 tháng 6 năm 2025:
- Quốc hội ban hành Nghị quyết số 203/2025/QH15[4] về việc Sửa đổi, bổ sung một số điều của Hiến pháp nước Cộng hòa xã hội chủ nghĩa Việt Nam. Theo đó, kết thúc hoạt động của đơn vị hành chính cấp huyện trong cả nước từ ngày 1 tháng 7 năm 2025.
- Ủy ban Thường vụ Quốc hội ban hành Nghị quyết số 1674/NQ-UBTVQH15[1] về việc sắp xếp các đơn vị hành chính cấp xã của tỉnh Ninh Bình năm 2025 (nghị quyết có hiệu lực từ ngày 16 tháng 6 năm 2025). Theo đó, thành lập phường Đông Hoa Lư thuộc tỉnh Ninh Bình trên cơ sở toàn bộ 6,30 km² diện tích tự nhiên, quy mô dân số là 11.176 người của phường Ninh Phúc thuộc thành phố Hoa Lư; toàn bộ 5,99 km² diện tích tự nhiên, quy mô dân số là 7.825 người của xã Khánh Hòa; toàn bộ 5,93 km² diện tích tự nhiên, quy mô dân số là 7.385 người của xã Khánh Phú và toàn bộ 7,40 km² diện tích tự nhiên, quy mô dân số là 8.028 người của xã Khánh An thuộc huyện Yên Khánh.

Phường Đông Hoa Lư có 25,62 km² diện tích tự nhiên và quy mô dân số là 34.414 người.

## Kinh tế

### Khu công nghiệp Khánh Phú

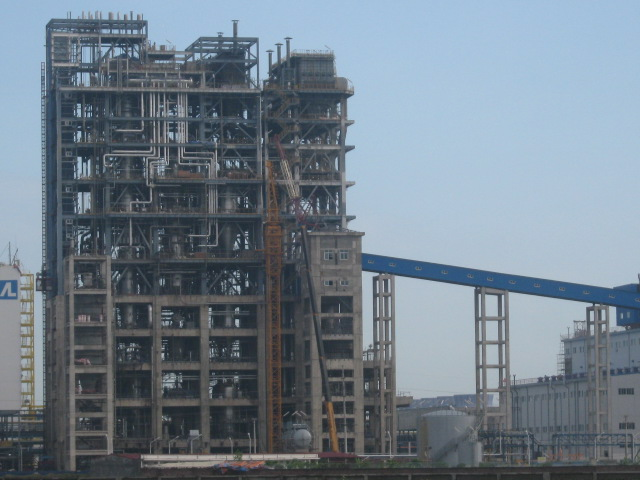
Nhà máy đạm Ninh Bình

Khu công nghiệp Khánh Phú là một trong những KCN đầu tiên của tỉnh Ninh Bình. Đây là KCN đa ngành có diện tích 351 ha nằm cách trung tâm tỉnh Ninh Bình khoảng 7 km, giáp sông Đáy. Nơi đây có Cảng Ninh Phúc lại gần đường quốc lộ 10, có đường cao tốc Hà Nội – Ninh Bình chạy qua thuận lợi cho việc giao thương cả đường thủy và đường bộ.

## Văn hóa

### Làng hoa Ninh Phúc

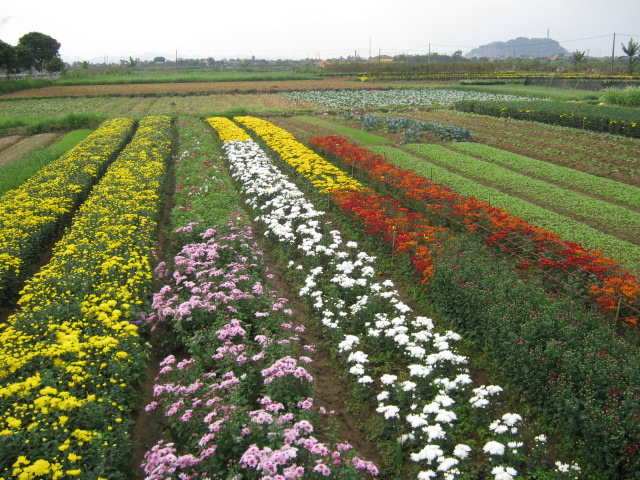
Làng hoa Ninh Phúc

Ninh Phúc có 3 hợp tác xã chuyên trồng hoa gồm hợp tác xã Yên Phúc, Phúc Trung và Yên Khoái tạo thành làng hoa Ninh Phúc. Làng hoa Ninh Phúc nằm ở ven đô thành phố Hoa Lư được hình thành trên các cánh đồng và thôn xóm có tổng diện tích gần 200 ha, chủ yếu tập trung ở 5/11 tổ dân phố trong phường, đó là các tổ dân phố: Đoài Thượng, Đông Thượng, Đoài Hạ, Đông Hạ, Vĩnh Tiến. Đất Ninh Phúc trước đây phát triển nghề trồng rau xanh từ rất sớm nhưng hiện tại thì vai trò này đã được nhường cho làng rau sạch Ninh Sơn ở bên cạnh theo quy hoạch của thành phố Hoa Lư. Hơn 30 năm nay, người dân Ninh Phúc đã chuyển hướng sang trồng hoa. Có ý kiến cho rằng chưa có loại cây trồng nào phù hợp với đồng đất ở Ninh Phúc mà cho giá trị cao như cây hoa. Thu nhập từ trồng hoa có thể cao gấp 10 lần trồng cây lúa, hoa lay ơn cao hơn từ 15-20 lần, riêng hoa ly cao hơn rất nhiều lần. Làng hoa Ninh Phúc cung cấp hoa tươi cho Ninh Bình và các tỉnh lân cận. Các loài hoa thế mạnh của Ninh Phúc là: hoa ly, hoa cúc, hoa dơn, đồng tiền, violet, hoa huệ, hoa hồng và các hoa mới như: Cát Tường, Dạ Yến Thảo, Cúc Báo Xuân, Phong Vũ Thảo,.... Thời kỳ cao điểm vụ hoa Ninh Phúc từ trước 2 tháng tới Tết Nguyên Đán hàng năm.

## Giao thông

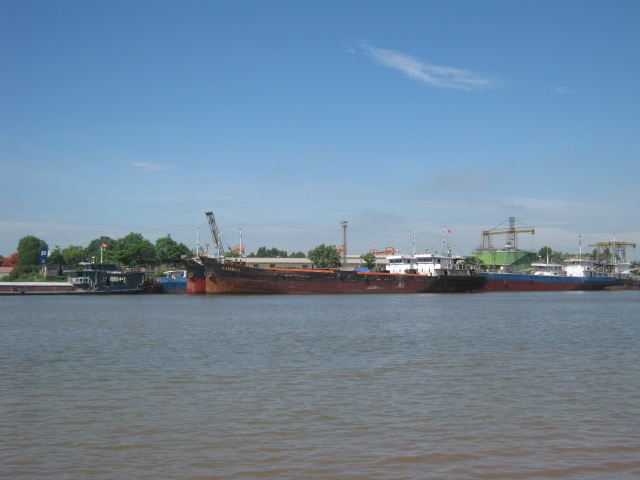
Một góc bến cảng Ninh Phúc

Đông Hoa Lư là phường có vị trí quan trọng về giao thông. Phường này nằm trên Quốc lộ 10, Đường nối cảng Ninh Phúc, Đường cao tốc Bắc – Nam và cũng là nơi có sông Đáy, sông Vạc chảy qua.